# Cotone makò
Il cotone makò è una produzione di filato di cotone dell'alto Egitto con lunghezza della fibra tra i 30 mm e i 34 mm destinato alla produzione di tessuti di cotone. Il nome deriva dall'omonima località egiziana.
Venne scoperto attorno al 1820 dal francese Louis Alexis Jumel nel giardino di Mello Bey, governatore egiziano che ne aveva importato alcune piante dall'Etiopia. Fu in breve tempo commercializzato e diffuso in tutto il mondo. È conosciuto con il nome di Jumel in Francia e di Mahe nel Regno Unito.